# Stadio Sébastien Charléty
Lo stadio Sébastien Charléty (in francese Stade Sébastien-Charléty) è un impianto polivalente francese di 20 000 posti situato nel XIII arrondissement di Parigi, utilizzabile per il calcio a 11, il rugby a 15 e l'atletica leggera.
Lo stadio, costruito nel 1939 e ristrutturato nel 1994, ospita le partite casalinghe della squadra calcistica del Paris FC e di quella rugbistica del Paris Université; tra il 2012 e il 2017 è stato utilizzato anche dal Paris Saint-Germain femminile. Avrebbe dovuto ospitare i campionati europei di atletica leggera del 2020, cancellati per la pandemia di Covid. Ha ospitato i campionati mondiali di atletica leggera paralimpica del 2023.

## Football americano
Lo stadio Charléty ha ospitato la finale del campionato francese di football americano dal 1995 al 1998, nelle edizioni 2007 e 2008, e dal 2011 al 2015.
| Parigi 18 giugno 2011 XVII Casque de Diamant | Flash de La Courneuve | 45 – 27 | Centaures de Grenoble | Stadio Sébastien Charléty |

| Parigi 23 giugno 2012 XVIII Casque de Diamant | Black Panthers de Thonon | 7 – 10 | Spartiates d'Amiens | Stadio Sébastien Charléty |

| Parigi 22 giugno 2013 XIX Casque de Diamant | Flash de La Courneuve | 0 – 14 | Black Panthers de Thonon | Stadio Sébastien Charléty (5500 spett.) |

| Parigi 28 giugno 2014 XX Casque de Diamant | Black Panthers de Thonon | 35 – 34 | Molosses d'Asnières | Stadio Sébastien Charléty (2000 spett.) |

| Parigi 20 giugno 2015 XXI Casque de Diamant | Cougars de Saint-Ouen-l'Aumône | 28 – 7 | Black Panthers de Thonon | Stadio Sébastien Charléty (6000 spett.) |